# Kafr el-Sheikh

Kafr el-Sheikh, eller Kafr ash-Shaykh (arabiska: كفر الشيخ), är administrativ huvudort för guvernementet Kafr el-Sheikh, Egypten. Folkmängden uppgår till cirka 180 000 invånare.